# Фукс, Владимир Карлович
Владимир Карлович Фукс (17 (29) января 1874 — 30 октября 1931) — участник Белого движения на Юге России, начальник штаба 1-й кавалерийской дивизии, полковник.

## Биография
Лютеранин.
Среднее образование получил в Санкт-Петербургском первом реальном училище, где окончил дополнительный класс в 1892 году. В следующем году поступил в Елисаветградское кавалерийское юнкерское училище, по окончании которого в 1895 году выпущен был корнетом в 28-й драгунский Новгородский полк. Произведен в поручики 15 марта 1899 года, в штабс-ротмистры — 15 марта 1903 года.
В 1908 году окончил Николаевскую академию Генерального штаба по 1-му разряду и 2 мая того же года произведен был в ротмистры «за отличные успехи в науках». В 1908—1909 годах был прикомандирован к Офицерской кавалерийской школе для ознакомления с технической стороной кавалерийского дела. В 1909—1911 годах отбывал цензовое командование эскадроном в 10-м драгунском Новгородском полку.
21 марта 1912 года переведен в Генеральный штаб с назначением старшим адъютантом штаба 13-го армейского корпуса, с которым и вступил в Первую мировую войну. Участвовал в походе в Восточную Пруссию и попал в плен при окружении корпуса в Комуссинском лесу.
В Гражданскую войну участвовал в Белом движении, с 17 августа 1919 года — в составе Вооруженных сил Юга России, а затем Русской армии. Произведен в полковники 5 июня 1920 года со старшинством с 1 июля 1918. Летом 1920 года — начальник штаба 1-й кавалерийской дивизии. Награждён орденом Св. Николая Чудотворца. Был командиром 2-го кавалерийского полка. В эмиграции в Югославии, служил в пограничной страже. Умер в 1931 году от болезни сердца в панчевском госпитале. Похоронен в Панчеве. Был женат.

## Награды
- Орден Святого Станислава 3-й ст. (1903)
- Орден Святой Анны 3-й ст. (ВП 10.05.1912)
- Орден Святителя Николая Чудотворца (Приказ Главнокомандующего № 249, 31 октября 1921)